# Salma Agha
 (juillet 2022).
Si vous disposez d'ouvrages ou d'articles de référence ou si vous connaissez des sites web de qualité traitant du thème abordé ici, merci de compléter l'article en donnant les références utiles à sa vérifiabilité et en les liant à la section « Notes et références ».
Salma Agha (en ourdou : سلما آغا) est une chanteuse et actrice pakistanaise et britannique née le 25 octobre 1956 à Karachi au Pakistan. Elle a notamment chanté et joué dans des films pakistanais et indiens dans les années 1980 et au début des années 1990.

## Biographie

### Jeunesse
Salma Agha est née le 25 octobre 1956 à Karachi et a grandi à Londres où elle a reçu plusieurs offres de films de réalisateurs indiens. Son père Liaqat Gul Agha était un commerçant de tapis et appartenait à une famille musulmane pathane de langue ourdou basée à Amritsar. Sa mère Nasreen Agha est la fille de Rafiq Ghaznavi, un musicien pachtoune, et de sa femme Anwari Bai Begum, qui fut l'une des premières actrices du cinéma indien, jouant dans Heer Ranjha, un film sorti en 1932.
Selon Salma Agha, le nom de famille Agha (« Aagha ») vient d'un titre donné à son père : « Mon père (Liaqat Gul Tajik) faisait le commerce de pierres précieuses et d'antiquités en Iran. On lui a donné le titre Aagha là-bas, une sorte de chevalerie décernée à un homme d'affaires de renom. ».

### Carrière cinématographique
Son premier film était la romance Nikaah sortie en 1982, dans laquelle elle a joué le rôle principal et a également chanté plusieurs des chansons du film. Cette année-là, elle a été nommée pour les Filmfare Awards dans la catégorie Meilleure actrice et dans la catégorie Meilleure chanteuse de lecture. C'est pour son chant qu'elle a remporté le Prix Filmfare de la meilleure lecture féminine.
Elle est également connue pour son rôle aux côtés de Mithun Chakraborty dans le film Kasam Paida Karne Wale Ki sorti en 1984 ainsi que pour sa chanson Come Closer du même film.

### Relations familiales et amoureuses
Anwari et Rafiq Ghaznavi ont divorcé (ou se sont séparés) après la naissance de Zarina/Nasreen[pas clair], et Anwari a ensuite épousé un riche homme d'affaires hindou nommé Jugal Kishore Mehra. Afin d'épouser Anwari, Jugal Kishore Mehra a abandonné non seulement sa famille mais aussi sa religion ; il devint musulman et prit le nom d'Ahmed Salman. Depuis qu'Anwari a eu un enfant, Jugal Kishore Mehra (Ahmed Salman) est effectivement devenu le beau-père de l'enfant Zarina/Nasreen.
Jugal Kishore Mehra était un cousin germain des acteurs indiens Raj Kapoor , Shammi Kapoor et Shashi Kapoor , car leur mère, Ramsarni Kapoor (née Mehra), était la sœur du père de Jugal Kishore Mehra (Salman Ahmed). Bien que Salma Agha soit un parent éloigné des Kapoor, les Kapoor ne reconnaissent pas la relation en raison du fait qu'après Jugal Kishore Mehra (Salman Ahmed) a abandonné sa famille et sa religion pour épouser Anwari Bai, sa famille coupée hors de tout lien avec lui.
Agha a eu une relation de longue durée dans les années 1980 avec l'homme d'affaires londonien Ayaz Sipra. Cette relation a duré plusieurs années, au cours desquelles Salma a fait ses débuts au cinéma, mais elle ne s'est pas transformée en mariage. En dehors de cette relation, Salma a été mariée trois fois. Son premier mari était Javed Sheikh, avec qui elle a eu un mariage plutôt bref et sans enfant dans les années 1980. Après le divorce d'avec Javed Sheikh, Salma Agha a épousé le célèbre joueur de squash Rahmat Khan en 1989. Ils ont deux enfants ensemble – Zara « Sasha » Agha Khan et Ali Agha Khan (Liaqat Ali Khan). Salma et Rahmat Khan ont divorcé en 2010. En 2011, Salma Agha s'est mariée pour la troisième fois. Son mari actuel, Manzar Shah, est un homme d'affaires basé à Dubaï. Salma Agha vit à Mumbai, où sa fille Sasha essaie de prendre pied dans les films de Bollywood. Pendant ce temps, le dernier mari de Salma, Manzar Shah, vit à Dubaï. Selon Agha, ses ancêtres étaient dans l'industrie cinématographique pendant les jours précédant la Partition des Indes. Il est vrai, dit-elle, qu'ils se sont installés au Pakistan après la partition de l'Inde, et c'est la raison pour laquelle elle est née à Karachi. Cependant, le père adoptif de sa mère était un hindou de naissance qui ne s'était converti à l'islam que pour épouser sa grand-mère. Sa fille Sasha vit en Inde. Elle n'a pas abordé le fait que le père de Sasha, Rahmat Khan, était sans aucun doute un Pakistanais et avait représenté son pays dans d'innombrables tournois internationaux de squash. Néanmoins, en janvier 2017, le ministre indien de l'Intérieur Rajnath Singh a annoncé que Salma Agha se verrait accorder la citoyenneté indienne d'outre-mer, accordée uniquement aux citoyens étrangers d'origine indienne. Cela facilitera son voyage et sa résidence en Inde, car il ne lui sera plus nécessaire de demander un visa pour chaque séjour, ni de se présenter périodiquement à la police pendant son séjour (comme doivent le faire les Pakistanais et certains autres ressortissants étrangers).